# Nassuf Siaka
 (juillet 2025).
L'article doit être relu — et modifié si nécessaire — par des contributeurs indépendants pour apporter un regard critique aux contributions effectuées en violation des conditions d'utilisation de Wikipédia, tant sur la forme (notamment concernant le style encyclopédique, la proportionnalité) que sur le fond (la neutralité de point de vue, la qualité et l'indépendance des sources).
 (juillet 2025).
Motif : sources non nationales.
- Archive Wikiwix
- Bing
- Cairn
- DuckDuckGo
- E. Universalis
- Gallica
- Google
- G. Books
- G. News
- G. Scholar
- Persée
- Qwant
- (zh) Baidu
- (ru) Yandex
- (wd) trouver des œuvres sur Wikidata

| 1. | Préciser le motif de la pose du bandeau. | Précisez le motif de la pose du bandeau en utilisant la syntaxe suivante : {{admissibilité à vérifier\|date=juillet 2025\|motif=remplacez ce texte par le motif}}                 |
| 2. | Informer les utilisateurs concernés.     | Pensez à avertir le créateur de l'article, par exemple, en insérant le code ci-dessous sur sa page de discussion : {{subst:avertissement admissibilité à vérifier\|Nassuf Siaka}} |

Nassuf Siaka, né le 28 avril 2003 à Juvisy-sur-Orge et originaire d'Athis-Mons, est un créateur de contenu, vidéaste, réalisateur et acteur français d'origine comorienne.

## Biographie
Nassuf Siaka grandit dans le quartier du Noyer Renard à Athis-Mons, en Essonne. Dans son enfance, il est surnommé "Petit Grand". Passionné de football, il suit un parcours sport-études avant d’abandonner son rêve de devenir footballeur professionnel. Il obtient son baccalauréat et poursuit des études en alternance.

## Carrière

### Débuts sur YouTube
En 2016, il crée une chaîne YouTube anonyme consacrée au football, qui atteint 15 000 abonnés et comptabilise des centaines de milliers de vues. À cette époque, il est encore très réservé et ne souhaite pas s’exposer publiquement.

### Réalisation et création de contenu
En 2020, il devient réalisateur de clips et travaille avec des artistes comme Tiakola et Rsko.
En 2023, il se fait connaître grâce à ses courts métrages diffusés sur TikTok et d'autres plateformes. Ses vidéos retranscrivent avec humour et réalisme l’ambiance des quartiers populaires et du football amateur. Elles cumulent rapidement plusieurs millions de vues et sont relayées par des personnalités comme Gazo, Aya Nakamura et Mike Maignan.

### Cinéma
En 2021, Nassuf Siaka fait ses débuts au cinéma en interprétant le rôle de Paster, le petit frère de JoeyStarr, dans le film Suprêmes d'Audrey Estrougo.

### Collaborations et événements
En 2023, il collabore avec Nike dans le cadre de l'opération "Équipe de Nuit" aux côtés de Kerchak, Oboy et Marie-Antoinette Katoto.
Entre 2023 et 2024, il réalise des vidéos avec des footballeurs tels que Benjamin Pavard et William Saliba.

## Réception et notoriété
Ses vidéos sont régulièrement relayées sur les réseaux sociaux et analysées par des médias comme Le Parisien, 20 Minutes et Clique (Canal+). Il a été interviewé dans son quartier par les journalistes de Clique, où il évoque son succès et son impact.

## Vie privée
Nassuf Siaka n'expose pas les membres de sa famille ni sa vie privée sur les réseaux sociaux, souhaitant préserver cet aspect de sa vie.